# Suspensión de altura ajustable

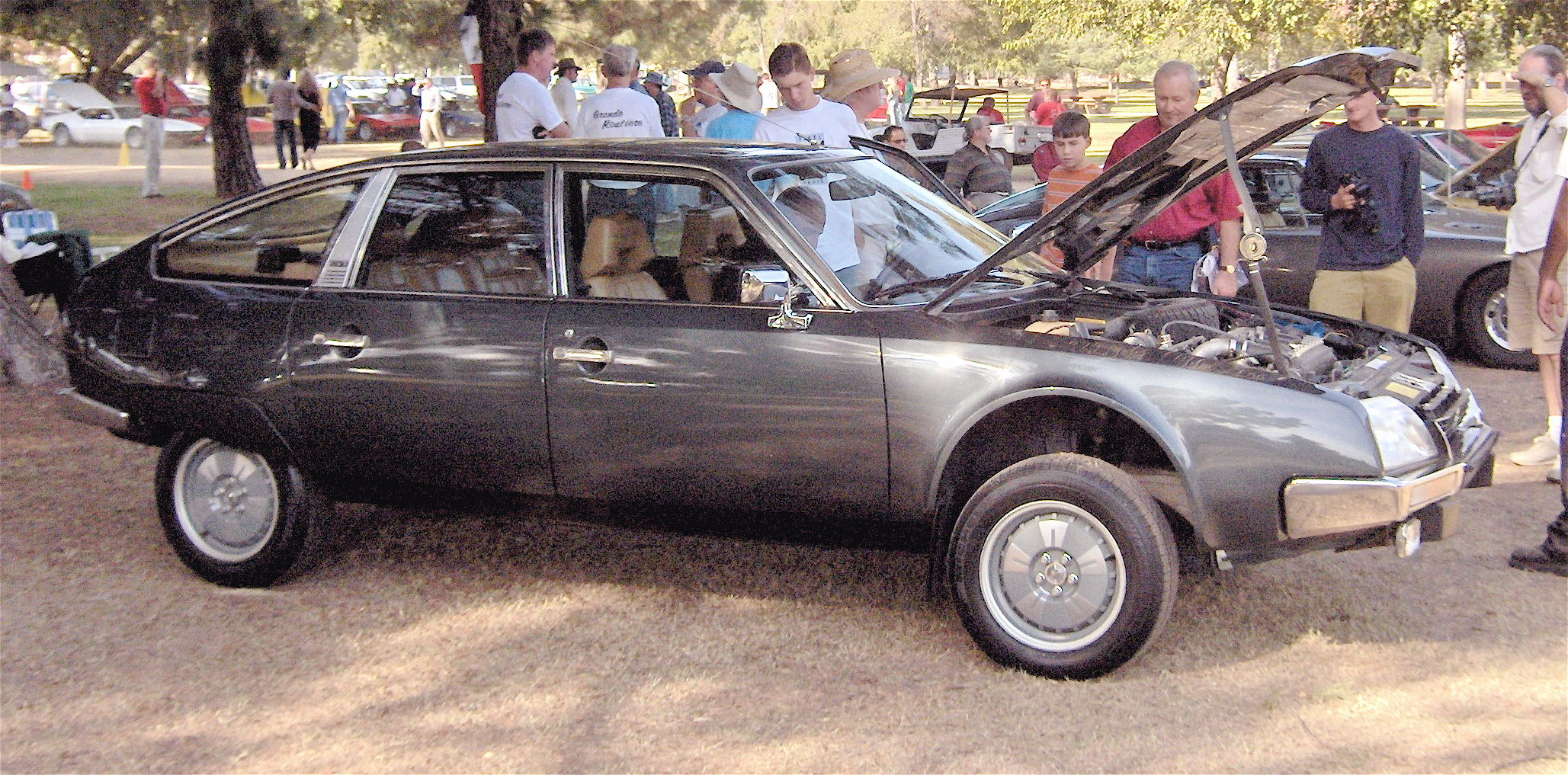
Un Citroën CX en la posición de altura sobre el suelo elevada

La suspensión de altura ajustable (también denominada suspensión regulable en altura) es una característica de ciertos sistemas de suspensión utilizados en automoción, que permite al conductor variar la distancia al suelo del vehículo (o altura de conducción). Esto puede deberse a diversas razones, como disponer de una mayor distancia al suelo en terrenos irregulares, reducir la distancia al suelo para mejorar el rendimiento y el ahorro de combustible a alta velocidad o por motivos estéticos. Es una característica que requiere el empleo de una ingeniería bastante sofisticada.
El ajuste de altura se logra a menudo utilizando la compresión de aire o del aceite utilizado en los resortes de un vehículo con suspensión hidroneumática. Así, cuando se varía la presión, la carrocería del vehículo se eleva o baja.

## Sistemas de fábrica para automóviles

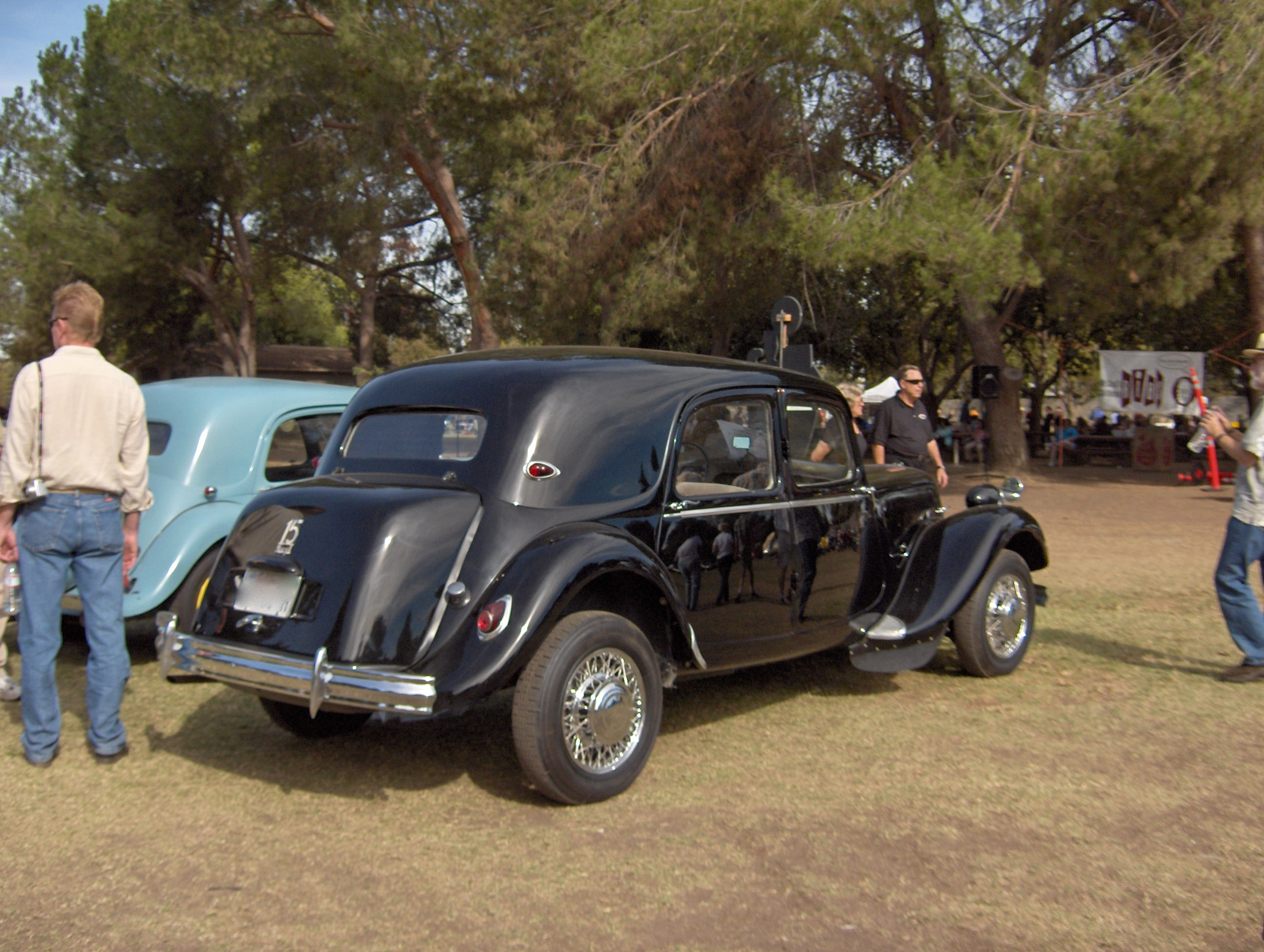
Posición alta de la suspensión regulable en altura de un Citroën 15, introducida en 1954

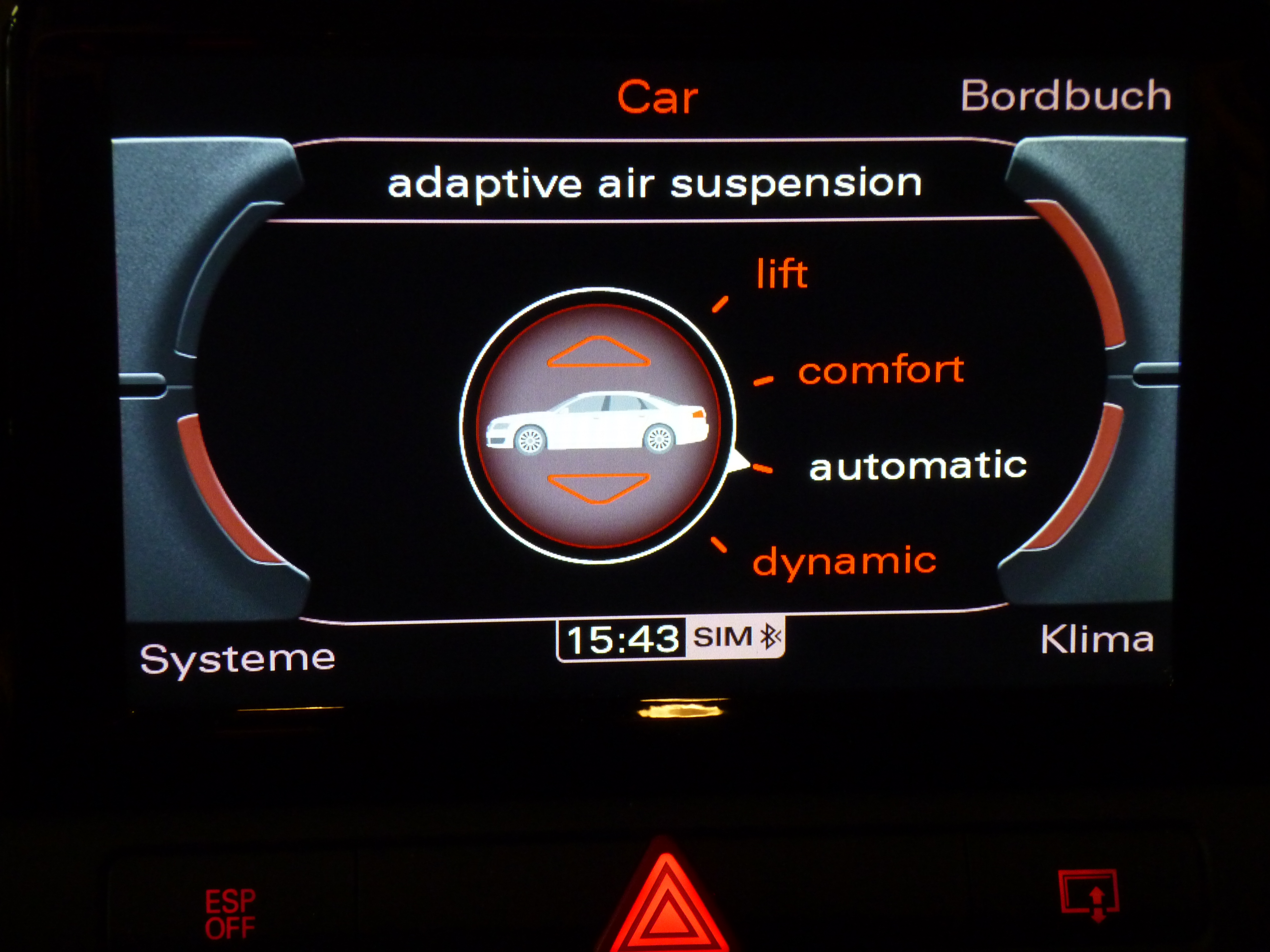
Pantalla de control de la Suspensión Neumática Adaptativa de un Audi A8, que permite regular la distancia del vehículo al suelo entre 95 mm y 145 mm

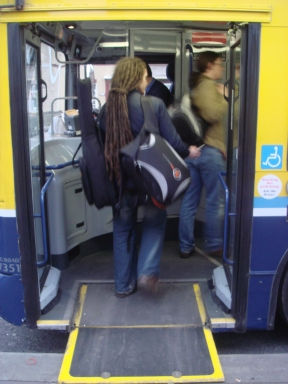
Autobús lateralmente basculante de Dublín

El primer vehículo de producción en serie con suspensión ajustable (solo trasera) fue el Citroën 15CVH de 1954. Contaba con una suspensión hidroneumática autonivelante y con ajuste de altura. Desde entonces, estos sistemas han aparecido continuamente en los modelos producidos por Citroën, incluyendo los modelos DS y CX.
La suspensión ajustable en altura estuvo prohibida en los Estados Unidos de 1974 a 1981 debido a la estricta interpretación de las normas de altura de los parachoques de los vehículos de pasajeros por parte de la agencia gubernamental estadounidense (la NHTSA).
Tras el levantamiento de la prohibición, Subaru fue uno de los pocos fabricantes que ofreció este sistema en algunos de sus modelos, como el Subaru XT, la camioneta Subaru Leone y el Subaru Legacy, aunque por un breve periodo.
Muchos utilitarios deportivos modernos incorporan el ajuste de altura como parte de los sistemas suspensión activa, con el fin de mejorar la versatilidad del vehículo tanto en carretera como fuera de ella. El Range Rover ofreció esta función desde 1993, y los nuevos modelos del Ford Expedition cuentan con un sistema controlado por ordenador, diseñado para incrementar la comodidad de acceso, que baja automáticamente su altura al desbloquear las puertas con el control remoto, vuelve a la altura normal al arrancar el vehículo y (en los modelos con tracción en las cuatro ruedas) se eleva al activarse el sistema 4x4.
Algunos automóviles utilizan estos sistemas para mejorar el rendimiento del vehículo, reduciendo su altura a velocidades más altas. Un ejemplo actual es el sistema de Mercedes-Benz, denominado Active Body Control. Otro ejemplo es el sistema del Audi A8, que, al circular a más de 120 km/h durante más de 30 segundos, reduce su altura libre de 120 mm a 95 mm.
El Jeep Grand Cherokee 2011 incluía suspensión ajustable en el modelo 4x4, que bajaba su altura automáticamente al activar la función de estacionamiento y también a altas velocidades, para mejorar la aerodinámica. Igualmente, permitía al conductor subir manualmente la suspensión cuando se deseaba utilizar el vehículo como un todoterreno.
A partir de 2012, los modelos Tesla Model S y Tesla Model X ofrecían opcionalmente su propia suspensión patentada de altura ajustable, con la que se logran dos objetivos: el vehículo largo y bajo puede elevarse para evitar obstáculos en la carretera; y también reduce su elevación a altas velocidades en autopista para mejorar la aerodinámica.

## Sistemas de fábrica para autobuses
Algunos autobuses también incluyen suspensión neumática de altura ajustable, principalmente los autobuses urbanos de piso bajo. Sin embargo, en los últimos años, algunos autobuses interurbanos de piso alto también han incorporado esta función. Esto permite que el piso se rebaje cuando el autobús está detenido, para facilitar la entrada y salida del vehículo a personas con equipaje grande o voluminoso, pasajeros con movilidad reducida o simplemente al detenerse en paradas con aceras inusuales. También permite elevar el autobús más de lo normal, lo que resulta útil al circular por carreteras con muchos badenes, cruzar vías de tren o en otras situaciones inusuales.
Las tecnologías de apoyo para personas con movilidad reducida incluyen vehículos modificados con suspensión de altura ajustable, por ejemplo, para permitir el acceso de sillas de ruedas.

## Mercado de accesorios
En 1959, el personalizador de automóviles Ron Aguirre recuperó las bombas y las válvulas Pesco de un Boeing B-52 Stratofortress y las adaptó a la suspensión delantera de su X-Sonic, un Chevrolet Corvette personalizado con el techo abombado, lo que le permitió ajustar la altura del automóvil sobre el suelo mediante un interruptor situado en el tablero. El diseño se realizó para eludir la ley de California sobre la distancia de la carrocería al suelo. Aguirre es reconocido como el primero en crear un coche lowrider con suspensión ajustable hidráulicamente.
En 1964, otro personalizador, Gene Winfield, creó el The Reactor, un Citroën con suspensión hidroneumática de altura ajustable, lo suficientemente novedoso como para aparecer como estrella invitada en varios programas de televisión.
|  |  |  |

Las suspensiones ajustables se han asociado intrínsecamente con los coches lowrider. Su imagen popular es la de un vehículo "saltando" sobre su suspensión, o "sentado" con una rueda completamente levantada del suelo. Estos sistemas se adaptaron inicialmente a partir de los pistones, válvulas y bombas hidráulicas utilizados para ajustar los alerones de las aeronaves. Sin embargo, hoy en día, muchas empresas del mercado de accesorios producen piezas y equipos diseñados específicamente para los lowrider.
En los últimos años, los sistemas de "cojines de gas" (que no deben confundirse con el dispositivo de seguridad del airbag) han ganado popularidad entre los personalizadores de automóviles. Estos sistemas de suspensión neumática utilizan "cojines" de goma de alta resistencia para reemplazar los amortiguadores y los resortes de fábrica, combinados con un compresor o un tanque de gas comprimido para elevar y bajar el vehículo a voluntad.

## Control del usuario
Los primeros sistemas de suspensión de altura ajustable eran controlados manualmente por el conductor.
Con el desarrollo de los controles informáticos, la investigación continúa con la introducción del control electrónico en el proceso de ajuste de altura. Ciertos diseños modernos permiten que la electrónica tome esta decisión por sí sola, sin el control del conductor, en particular los modelos Tesla Model S y Tesla Model X.